# Seiko Epson
Seiko Epson Corporation (яп. セイコーエプソン株式会社 сэйко:эпусон кабусикигайся, Сейко Эпсон Корпорейшн) — холдинговая компания группы Epson, являющейся частью японского многоотраслевого концерна Seiko Group. Один из крупнейших производителей принтеров и чернильных картриджей к ним, также выпускает видеопроекторы, часы (под торговыми марками Seiko и Orient), промышленное оборудование и электронные компоненты. Основные производственные мощности находятся в Японии, а также в Индонезии, Малайзии, Филиппинах, Таиланде, Сингапуре, США, Италии и Великобритании. Штаб-квартира расположена в городе Сува (Япония).

## История компании

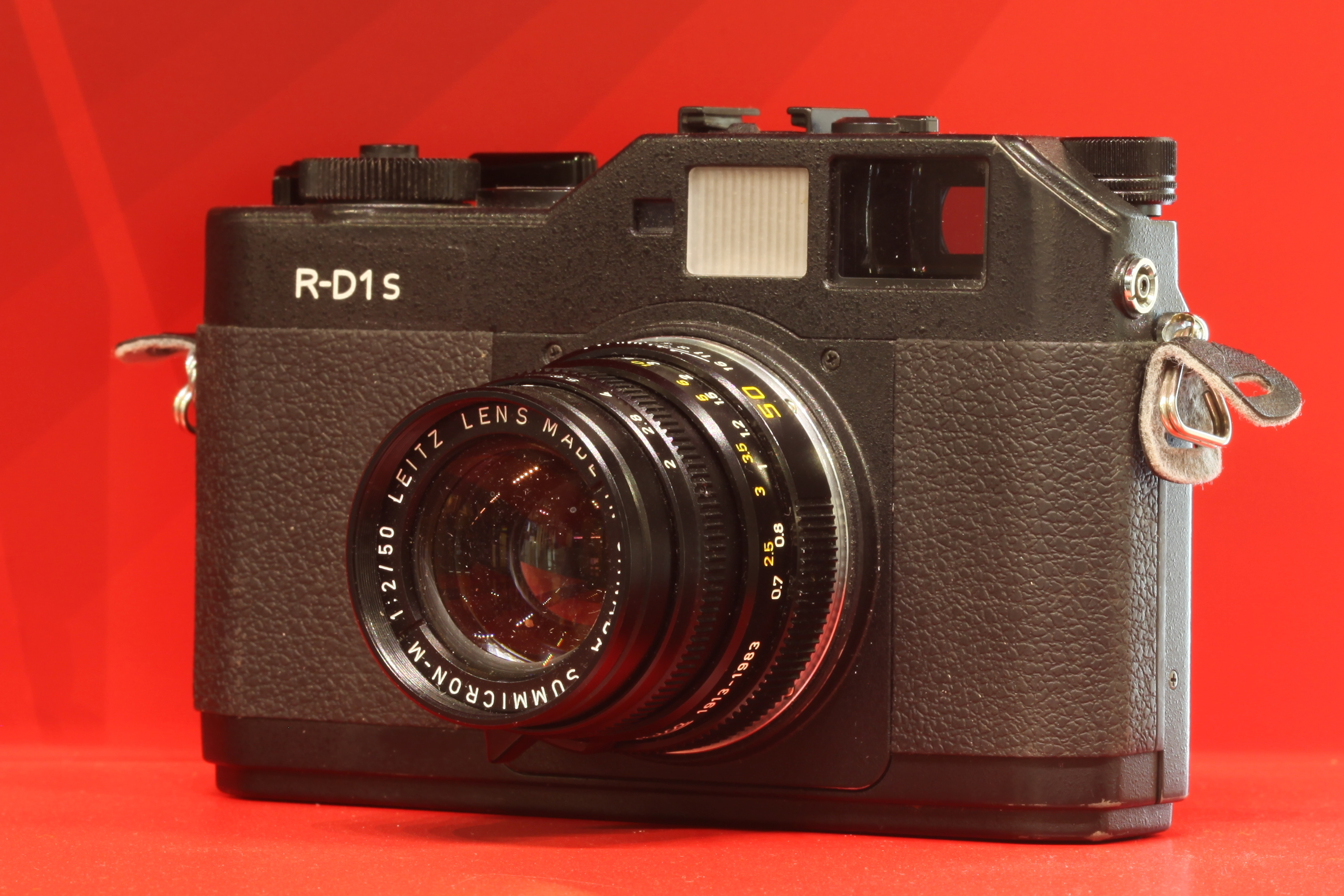
Фотоаппарат Epson R-D1

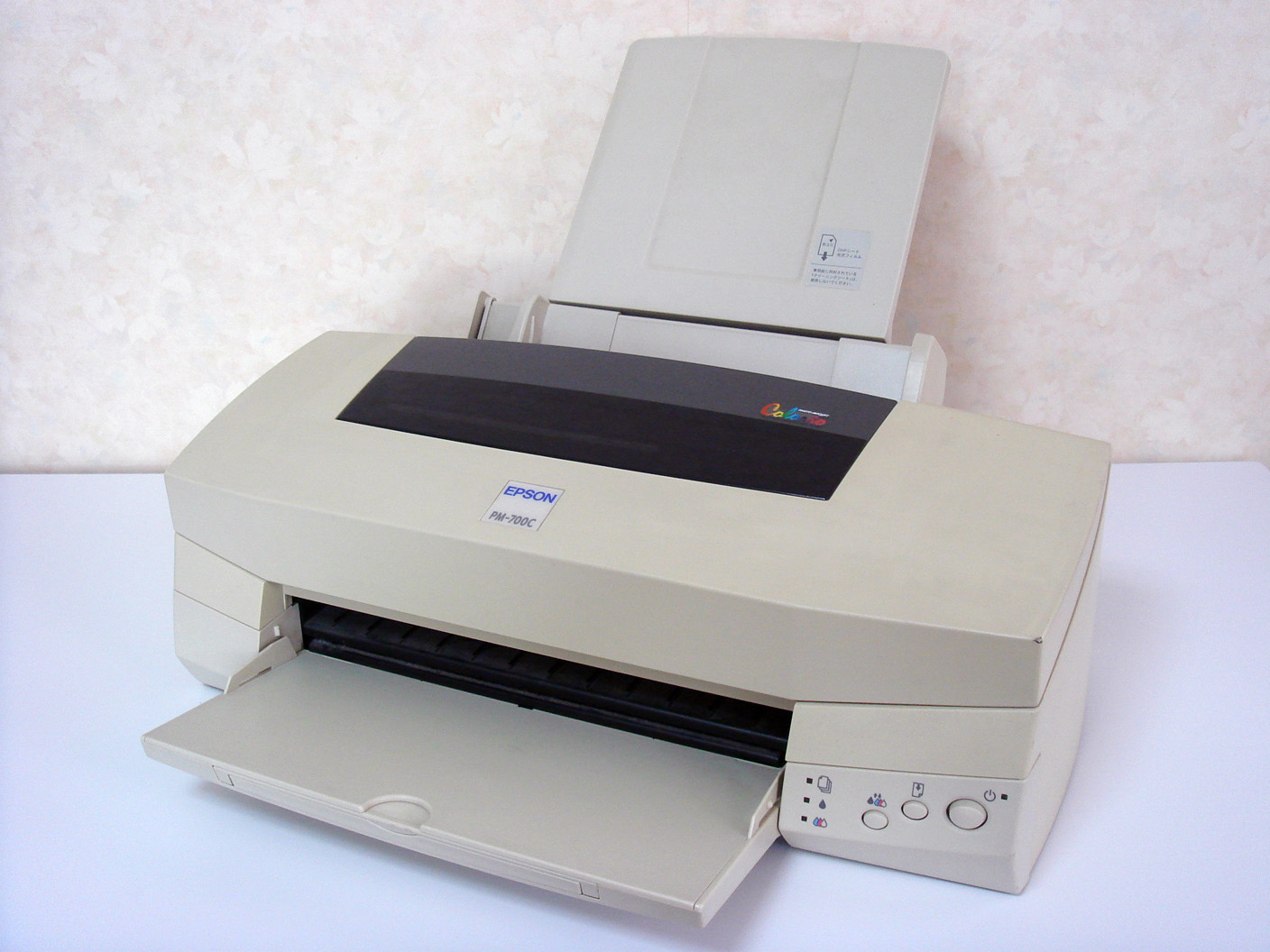
Принтер Epson

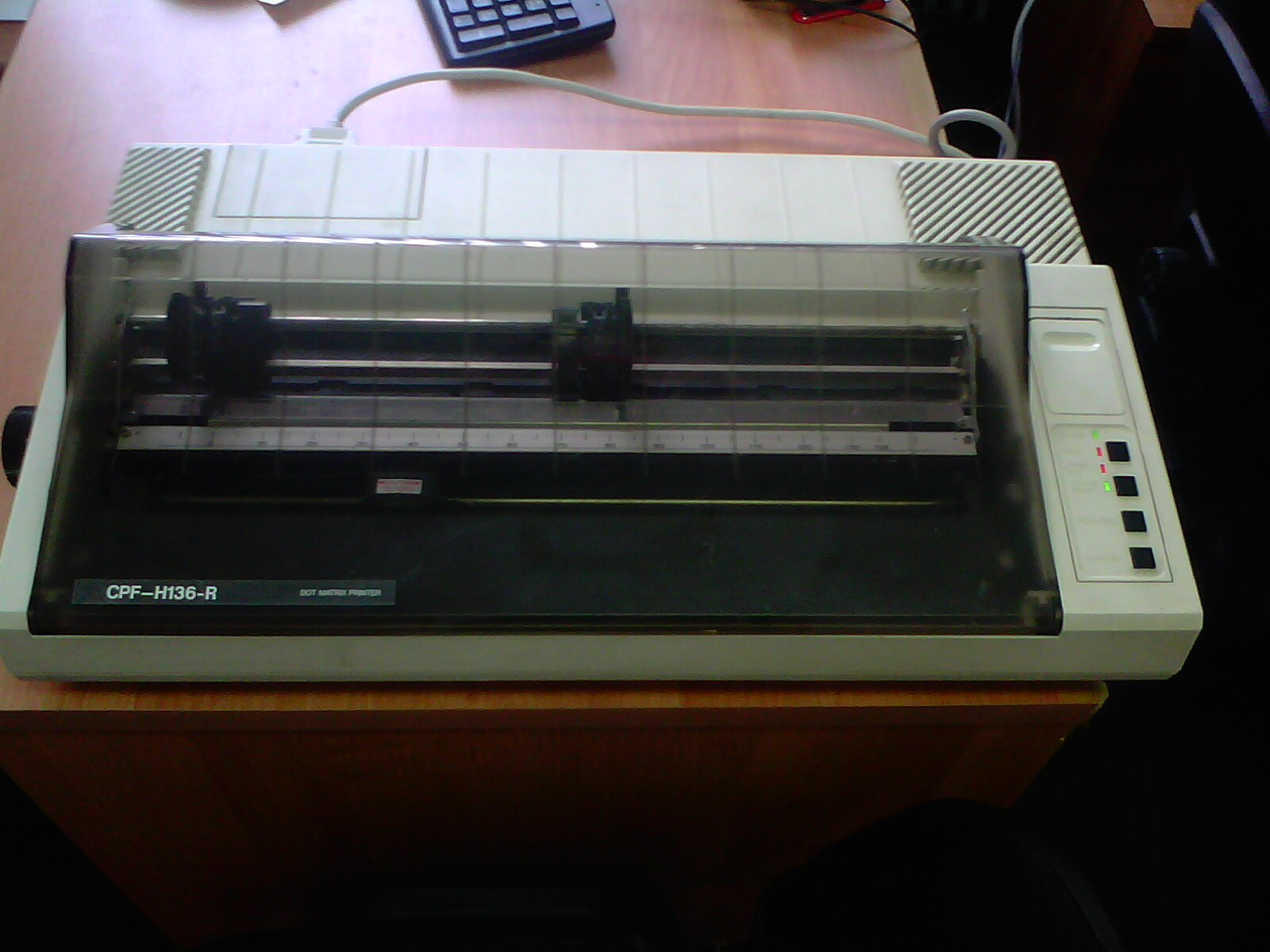
Матричный принтер Epson FX-85

У истоков Seiko Epson Corporation стоят несколько японских компаний по производству часов. Старейшая из них была основана Кинтаро Хаттори в 1881 году в городе Сува префектуры Нагано, Япония. Первоначально эта компания занималась продажей часов, однако спустя некоторое время Хаттори принял решение начать собственное производство часов. Новая деятельность требовала нового имени, поэтому в 1892 году была организована фабрика Сэйкося, первоначально выпускавшая только настенные часы, однако вскоре было налажено производство настольных и карманных часов, а также часов с будильником. Значительную роль в деятельности часовых компаний Японии играл китайский рынок, на 1912 год на него приходилось 70 % экспорта японских часов, поэтому первое зарубежное представительство Сэйкося было открыто в 1913 году в Шанхае. В 1924 году впервые на циферблате часов появляется торговая марка Seiko (в переводе с японского означает — точный). В 1930 году компания начала производство деталей к фотоаппаратам.
В 1934 году Кинтаро умер и компанию возглавил его сын Гэндзо Хаттори. Под его руководством компания начала заниматься маркетингом часов мелких производителей, к 1936 году из 3,5 млн произведённых в Японии часов 2 млн реализовывались через компанию Хаттори. Во время Второй мировой войны производство часов резко сократилось (до 20 тысяч в 1945 году), большим спросом пользовалась такая продукция, как часовые механизмы для мин замедленного действия и боеприпасы. Лишь к 1953 году производство достигло довоенного уровня, на компанию Хаттори приходилось более половины продаж японских часов. К концу 1950-х годов было налажено конвейерное производство часов и их экспорт в США и другие страны.
В 1942 году была основана ещё одна часовая компания, Daiwa Kogyo Ltd. В 1959 году она слилась с заводом часовой компании Daini Seikosha Co., Ltd. в Суве в компанию под названием Suwa Seikosha Co., Ltd. Постепенно эта компания обретала всё большую самостоятельность от компании Хаттори.
Для продвижения продукции компании на международный рынок Suwa Seikosha применила рекламу с помощью спонсорства различных спортивных мероприятий (до 150 ежегодно). В 1962 году Suwa Seikosha Co., Ltd. получила заказ на изготовление таймеров для предстоящей Олимпиады в Токио 1964 года. Тогда была создана дочерняя компания Shinshu Seiki для изготовления запчастей для этих таймеров. Также на этой олимпиаде Seiko Group была выбрана официальным контролером времени. Компактные настольные кварцевые часы, Crystal Chronometer 951, и специальный хронометр со встроенным принтером, который не только фиксировал, но и распечатывал результаты состязаний, сыграли важную роль на этом мероприятии.
Вдохновившись «олимпийским» успехом, компания решила пробовать себя в совершенно новом направлении — производство печатающих устройств. В сентябре 1968 года начинается массовое производство EP-101 — первого в мире минипринтера. Он весил всего 2,5 кг, в то время как большинство принтеров в 60-е годы весили порядка 30 кг. EP-101 сразу же привлек внимание производителей электронных настольных калькуляторов и счетных машин, чья продукция в конце 1960-х приобретала все большую популярность, и с которыми EP-101 был полностью совместим. Добавлением к буквенному обозначению модели EP английского слова SON (сын) было получено название торговой марки Epson, под которой с 1975 года начали выпускаться все принтеры, компьютеры и другая электроника.
В 1968 году был открыт первый завод компании вне Японии, Tenryu (Сингапур). В 1969 году Seiko создала первые в мире наручные часы на базе кварцевого механизма — Quartz 355Q. В 1971 году компания наладила собственное производство микросхем для кварцевых часов. В 1973 году в продажу поступают Seiko Quartz 06LC — цифровые кварцевые часы с LCD экраном. В 1975 году было создано дочерняя компания Epson America, Inc. для организации продаж в США.
В 1977 году было начато производство EX-1 — офисного компьютера для бухгалтерских фирм, в следующем году — TX-80, первого матричного принтера от Epson, а в 1980 году запущен MX-80, принтер для компьютера, ставший хитом сезона (особенно в США). В 1981 году компанией был разработан модуль автоматической простановки даты для фотоаппаратов.
В 1982 году компания выпустила HX-20 — первый в мире портативный компьютер. Этот компьютер размером с лист формата А4 становится прототипом современных ноутбуков. В этом же году начинается выпуск DXA002 — первых в мире часов со встроенным телевизором. В следующем году было положено начало новому направлению деятельности, производству промышленных роботов. 1984 год был отмечен первым в мире портативным цветным телевизором ET-10 и первым струйным принтером компании (SQ-2000). Однако, несмотря на эти достижения, начало 1980-х годов стало сложным периодом для всей группы Seiko, что было вызвано как ростом курса иены (и снижению конкурентоспособности на мировом рынке), так и ростом конкуренции на домашнем рынке. В 1985 году в ходе реорганизации была сформирована холдинговая компания Seiko Epson Corporation, возглавившая группу компаний по производству офисной техники.
Конец 1980-х годов становится переломным моментом в деятельности компании. В 1988-89 годах были созданы сразу две ключевые технологии, и по сей день успешно работающие в технике Epson и не только. Технология струйной печати Epson Micro Piezo обеспечила струйным принтерам Epson мощное конкурентное преимущество: высокую надежность печатной головки, а также сочетание выдающегося качества со скоростью печати благодаря точному позиционированию капли. Первый струйный принтер на технологии Epson Micro Piezo — Epson Stylus 800 (1993) в октябре 1998 года становится первым цветным принтером, который летит в космос на космическом корабле Discovery. Технология Epson Micro Piezo и по сей день используется во всех печатных устройствах компании. Второй вехой конца 80-х стала разработка проекторной технологии Epson 3LCD. В 1989 году на рынок был представлен VPJ-700 — первый в мире 3LCD-видеопроектор Epson VPJ-700. Ещё двумя новинками конца 1980-х годов стали наручные кварцевые часы с автоподзарядкой и первый в мире цветной дисплей для видеокамер.
В 1990 году была создана европейская региональная штаб-квартира в Амстердаме. В 1993 году был создан Monsieur, самый маленький в мире робот, что было зарегистрировано в Книге Рекордов Гиннесса. Также в этом году был начат выпуск LCD-дисплеев со встроенными микросхемами.
В 1996 году компанией Epson был создан первый струйный шестицветный фотопринтер Epson Stylus Photo. В 1997 году был представлен первый в мире программируемый кварцевый резонатор со встроенной микросхемой. В 1998 году Seiko Group была выбрана в качестве официального контроллера времени на Олимпийских Играх в Нагано. Также в 1998 году был запущен в продажу первый цветной лазерный принтер Epson EPL С8000 и первое многофункциональное устройство компании TM-H5000. Ещё одним событием 1998 года стала открытие региональной штаб-квартиры в КНР в Пекине. В 2000 году был создан первый широкоформатный струйный принтер Epson Stylus Pro 9500.
В июне 2001 года совместно с IBM создана компания Yasu Semiconductor Corporation, производитель передовых логических интегральных схем.
В октябре 2001 года начались продажи струйного принтера Epson Stylus Photo 950/960 (PM-950C в Японии), который предлагает «наивысшее разрешение в мире» (2880 dpi).
В апреле 2002 года компания Epson разрабатывает дисплей Crystal Fine для использования в мобильных телефонах 4-го поколения, с высоким качеством изображение (sRGB) и разрешением (200 dpi).
В 2002 году компания Epson получает награду за инновации от IEEE (Institute of Electrical and Electronics Engineers).
В 2003 году компания разрабатывает прототип микроробота Monsieur II-P с ультратонким, сверхзвуковым мотором и беспроводной технологией Bluetooth.
С июня 2003 года акции компании Epson начали котироваться на Токийской фондовой бирже.

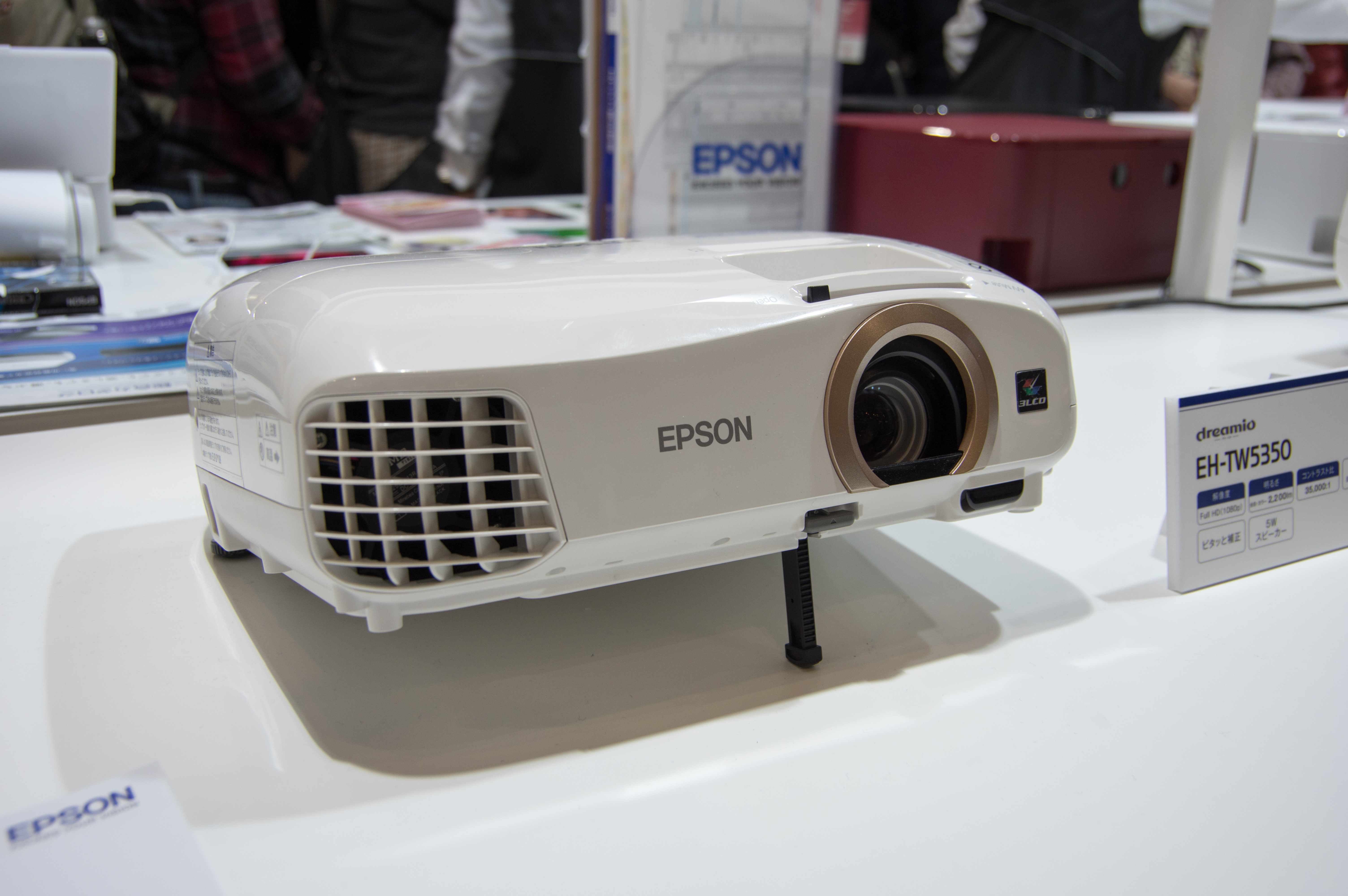
Видеопроектор Epson

В 2006 году компания выпустила первый пылезащищенный проектор для работы в особо сложных условиях задымления и пыли.
В 2008 году был создан самый экономичный на тот момент струйный бизнес-принтер Epson Stylus B-500.
В октябре 2008 года компания выпустила первый широкоформатный экосольвентный принтер Epson Stylus Pro GS6000. Благодаря инновационным восьмицветным экосольвентным чернилам Epson UltraChrome GS принтер можно эксплуатировать в помещении без специальной вентиляции, а также материалы, напечатанные на Epson Stylus Pro GS6000 можно использовать внутри помещений, что существенно отличает данное устройство от других сольвентных принтеров.
Президентом компании с 2008 года становится Минору Усуи, разработчик технологии Epson Micro Piezo, получивший за её создание престижную награду Перкина (Perkin Medal) за достижения в развитии технологии в области цвета.
В 2009 году было завершено поглощение крупного японского производителя часов Orient Watch Co., Ltd. (Seiko Epson Corporation была держателем её контрольного пакета акций с 2001 года).
В 2010 году компания Epson представила свой первый ультракороткофокусный проектор, а также первый в мире ультракороткофокусный интерактивный проектор. Данный проектор способен создавать интерактивное пространство абсолютно на любой светлой поверхности. В 2012 году компания Epson выпустила новое поколение интерактивных проекторов — с двумя стилусами для одновременной работы сразу двух человек.
В 2011 году компания представила струйные устройства со встроенной системой подачи чернил принтер Epson L100 и фотопринтер Epson L800, а также МФУ Epson L200. Устройства отличаются сенсационно низкой себестоимостью печати и высоким качеством печати.
В конце 2011 года компания представила свои первые широкоформатные офисные МФУ для малого бизнеса: Epson WorkForce WF-7515 и Epson WorkForce WF-7525.
В начале 2012 года компания Epson представила свои первые 3LCD 3D-проекторы для домашнего кинотеатра с максимально высокой яркостью (на момент выхода проекторов), а также первый i-проектор с док-станцией Apple Epson MG850HD с возможностью трансляции видео и фотоматериалов с iPhone, iPad, iPod.
В июне 2012 года компания Epson представила свои первые проекторы мощностью 10 000 Лм.

## Руководство
- Минору Усуи — президент Seiko Epson с 2008 года, в компанию пришёл в 1979 году, сразу по окончании Токийского университета.
- Сигэки Иноуэ — главный исполнительный директор с 2016 года, в компании также с 1979 года.

## Деятельность
Корпорация Seiko Epson состоит из четырёх подразделений:
- Оборудование для печати (’’Printing Solution’’) — производство и реализация принтеров, сканеров, многофункциональных устройств и типографского оборудования; оборот в 2017-18 финансовом году составил ¥737 млрд ($6,9 млрд), к этому подразделению относятся более 48 тысяч сотрудников.
- Видеооборудование (’’Visual Communication’’) — производство и реализация видеопроекторов с матрицами на жидких кристаллах; оборот подразделения — ¥199 млрд ($1,9 млрд), число сотрудников — 11,5 тысяч.
- Часы и компоненты (’’Wearable and Industrial Products’’) — производство и реализация часов и подобных устройств (датчиков для применения в медицине и спорте), промышленных роботов, а также полупроводниковых и других компонентов для промышленности (кварцевых резонаторов, микросхем, порошков металлов, используемых при производстве электронных компонентов); оборот подразделения — ¥167 млрд ($1,6 млрд), число сотрудников — почти 13 тысяч.
- Прочее — включает деятельность дочерних компаний, обслуживающих Epson Group; оборот этого подразделения составил ¥936 млн ($8,8 млн), в нём задействовано 348 человек.

Расходы на научно-исследовательскую деятельность в 2022-23 финансовом году составили ¥44,36 млрд ($333 млн).
| Год                 | 2001  | 2002   | 2003  | 2004  | 2005  | 2006   | 2007   | 2008  | 2009   | 2010   | 2011  | 2012  | 2013   | 2014  | 2015  | 2016   | 2017  | 2018  | 2019  | 2020   | 2021  | 2022   | 2023   |
| ------------------- | ----- | ------ | ----- | ----- | ----- | ------ | ------ | ----- | ------ | ------ | ----- | ----- | ------ | ----- | ----- | ------ | ----- | ----- | ----- | ------ | ----- | ------ | ------ |
| Оборот              | 1340  | 1274   | 1322  | 1413  | 1480  | 1550   | 1416   | 1348  | 1122   | 985,4  | 973,7 | 878,0 | 851,3  | 1008  | 1086  | 1092   | 1025  | 1102  | 1090  | 1044   | 996   | 1129   | 1330   |
| Чистая прибыль      | 37,03 | -18,43 | 12,51 | 38,03 | 55,69 | -17,92 | -7,094 | 19,09 | -111,3 | -19,79 | 10,24 | 5,032 | -10,09 | 120,5 | 145,5 | -1,469 | 55,98 | 41,58 | 49,54 | -3,869 | 68,82 | 136,23 | 112,91 |
| Активы              |       | 1241   | 1196  | 1206  | 1298  | 1325   | 1284   | 1139  | 917,3  | 870,1  | 798,2 | 740,8 | 778,5  | 908,9 | 1006  | 941,3  | 974,4 | 1033  | 1038  | 1041   | 1161  | 1266   | 1342   |
| Собственный капитал |       | 280,3  | 281,3 | 414,4 | 472,9 | 474,5  | 494,3  | 471,4 | 318,6  | 282,9  | 270,8 | 248,1 | 258,8  | 362,4 | 494,3 | 467,8  | 492,2 | 512,7 | 540,2 | 503,8  | 551   | 665,6  | 727,4  |

Примечание. Значения указаны на 31 марта каждого года, когда в Японии заканчивается финансовый год.

## Дочерние компании
Основные дочерние компании на 2018 год:
- Epson Sales Japan Corporation (Токио, Япония, 100 %, реализация продукции)
- Epson Direct Corporation (Нагано, Япония, 100 %, реализация продукции)
- Miyazaki Epson Corporation (Миядзаки, Япония, 100 %, производство кристаллических устройств)
- Tohoku Epson Corporation (Ямагата, Япония, 100 %, производство деталей к принтерам и полупроводниковых деталей, финансирование, 2 тысячи сотрудников)
- Akita Epson Corporation (Акита, Япония, 100 %, производство деталей к принтерам, часовых механизмов, финансирование, 1239 сотрудников)
- Epson Atmix Corporation (Аомори, Япония, 100 %, производство и продажа порошковых металлов, 276 сотрудников)
- U.S. Epson, Inc. (Лонг-Бич, США, 100 %, холдинговая компания в США)
- Epson America, Inc. (Лонг-Бич, США, 100 %, региональная штаб-квартира, реализация продукции)
- Epson Electronics America, Inc. (Сан-Хосе, США, 100 %, реализация продукции)
- Epson Portland Inc. (Портленд, США, 100 %, производство расходных материалов к принтерам)
- Epson Europe B.V. (Амстердам, Нидерланды, 100 %, региональная штаб-квартира, реализация продукции)
- Epson (U.K.) Ltd. (Хемел-Хемпстед, Великобритания, 100 %, реализация продукции)
- Epson Deutschland GmbH (Дюссельдорф, Германия, 100 %, реализация продукции)
- Epson Europe Electronics GmbH (Мюнхен, Германия, 100 %, реализация продукции)
- Epson France S.A.S. (Леваллуа-Перре, Франция, 100 %, реализация продукции)
- Epson Italia S.p.A. (Милан, Италия, 100 %, реализация продукции)
- For.Tex S.r.l. (Комо, Италия, 100 %, реализация продукции)
- Epson Iberica, S.A.U. (Серданьола-дель-Вальес, Испания, 100 %, реализация продукции)
- Epson Telford Ltd. (Телфорд, Великобритания, 100 %, производство расходных материалов к принтерам)
- Fratelli Robustelli S.r.l. (Комо, Италия, 100 %, производство принтеров)
- Epson (China) Co., Ltd. (Пекин, КНР, 100 %, региональная штаб-квартира, реализация продукции)
- Epson Singapore Pte. Ltd. (Сингапур, 100 %, региональная штаб-квартира, реализация продукции)
- Epson Korea Co., Ltd. (Сеул, Корея, 100 %, реализация продукции)
- Epson Hong Kong Ltd. (Гонконг, 100 %, реализация продукции)
- Epson Taiwan Technology & Trading Ltd. (Тайбэй, Китайская Республика, 100 %, реализация продукции)
- P.T. Epson Indonesia (Джакарта, Индонезия, 100 %, реализация продукции)
- Epson (Thailand) Co., Ltd. (Бангкок, Таиланд, 100 %, реализация продукции)
- Epson Philippines Corporation (Пасиг, Филиппины, 100 %, реализация продукции)
- Epson Australia Pty. Ltd. (Норт-Райд, Австралия, 100 %, реализация продукции)
- Epson India Pvt. Ltd. (Бангалор, Индия, 100 %, реализация продукции)
- Epson Precision (Hong Kong) Ltd. (Гонконг, 100 %, распределение комплектующих)
- Epson Engineering (Shenzhen) Ltd. (Шэньчжэнь, КНР, 100 %, производство принтеров, проекторов и автоматов, 8,6 тысяч сотрудников)
- Epson Precision (Shenzhen) Ltd. (Шэньчжэнь, КНР, 100 %, производство часов)
- Orient Watch (Shenzhen) Ltd. (Шэньчжэнь, КНР, 100 %, производство часов)
- Tianjin Epson Co., Ltd. (Тяньцзинь, КНР, 80 %, производство расходных материалов к принтерам)
- Singapore Epson Industrial Pte. Ltd. (Сингапур, 100 %, производство полупроводниковых деталей, 764 сотрудника)
- P.T. Epson Batam (Батам, Индонезия, 100 %, производство расходных материалов к принтерам, 3 тысячи сотрудников)
- P.T. Indonesia Epson Industry (Бекаси, Индонезия, 100 %, производство принтеров, 11 тысяч сотрудников)
- Epson Precision (Thailand) Ltd. (Чаченгсау, Таиланд, 100 %, производство кристаллических устройств, 1324 сотрудника)
- Epson Precision (Philippines), Inc. (Липа, Филиппины, 100 %, производство принтеров и проекторов, 15,5 тысяч сотрудников)
- Epson Precision Malaysia Sdn. Bhd. (Куала-Лумпур, Малайзия, 100 %, производство кристаллических устройств, 1373 сотрудника)
- Epson Precision (Johor) Sdn. Bhd. (Джохор, Малайзия, 100 %, производство деталей часов)

## Акционеры
Крупнейшие акционеры корпорации на 2018 год:
- The Master Trust Bank of Japan, Ltd — 13,91 %
- Japan Trustee Services Bank, Ltd — 7,26 %
- Sanko Kigyo Kabushiki Kaisha — 5,67 %
- Seiko Holdings Corporation — 3,40 %
- Yasuo Hattori — 3,38 %
- Noboru Hattori — 3,17 %
- The Dai-ichi Life Insurance Company, Ltd. — 2,47 %
- Mizuho Trust & Banking Co., Ltd. — 2,31 %
- Seiko Epson Corporation Employees’ Shareholding Association — 2,05 %
- Trust & Custody Services Bank, Ltd — 1,79 %